# Bill Chen
William „Bill“ Chen (* 1970 in Williamsburg, Virginia) ist ein professioneller US-amerikanischer Pokerspieler. Er ist zweifacher Braceletgewinner der World Series of Poker und Erfinder der sogenannten Chen-Formel.

## Pokerkarriere

### Werdegang
Im Jahre 1999 bekam er seinen Ph.D. in Mathematik an der University of California in Berkeley.
Seinen ersten großen Erfolg feierte Chen 2000 beim Legends of Poker in der Variante No Limit Hold’em im Bicycle Casino, wo er 41.600 US-Dollar gewann. Bei der World Series of Poker (WSOP) im Rio All-Suite Hotel and Casino am Las Vegas Strip gewann er 2006 zwei Bracelets, eines in Short Handed No Limit Hold’em/Omaha mit einer Siegprämie von knapp 450.000 US-Dollar sowie eines in Limit Hold’em mit knapp 350.000 US-Dollar Preisgeld.
Insgesamt hat sich Chen mit Poker bei Live-Turnieren knapp 2 Millionen US-Dollar erspielt. Chen trat in der dritten Staffel des Fernsehformats High Stakes Poker auf. Er war zudem Mitglied im Team PokerStars.

### Braceletübersicht
Chen kam bei der WSOP 38-mal ins Geld und gewann zwei Bracelets:
| Jahr | Buy-in (in $) | Turnier                   | Teilnehmer | Preisgeld (in $) |
| ---- | ------------- | ------------------------- | ---------- | ---------------- |
| 2006 | 3000          | Limit Hold’em             | 415        | 343.618          |
| 2006 | 2500          | No-Limit Hold’em 6-Handed | 740        | 442.511          |

### Chen-Formel
Chen ist der Erfinder der Chen-Formel, die im Jahre 2000 in Lou Kriegers Buch Hold’em Excellence veröffentlicht wurde. Die Formel dient dazu, den Karten der Starthand Zahlenwerte zuzuordnen und somit ihre Stärke vor dem Flop zu definieren. Der errechnete Wert wird in Relation zu den sonst verfügbaren Blättern gesetzt. Nur die höhere der beiden Karten dient zunächst zur Festlegung der Punkte. Die niedrigere wird nur zur Zusatzberechnung von Lücken (gaps) und suited Cards („farbgleichen Karten“) benötigt.
- Ass = 10 Punkte
- König = 8 Punkte
- Dame = 7 Punkte
- Bube = 6 Punkte
- 10 bis 2 = Die Hälfte des Wertes (z. B. 10 = 5; 7 = 3,5)
- Ein Paar auf der Hand: Punktzahl mit 2 multiplizieren (z. B. zwei Asse = 20), mindestens aber 5 Punkte (d. h. 2er-, 3er-, 4er- und 5er-Paare sind 5 Punkte wert)
- Suited cards (gleichfarbige Karten): 2 Punkte zusätzlich zu den Punkten der höheren Karte
- Connectors (2 aufeinander folgende Karten, wie z. B. 9 und 10 oder Dame und König): 1 Punkt zusätzlich
- 1er-Lücke (z. B. 8 und 10 oder Bube und König): 1 Punkt abziehen
- 2er-Lücke (z. B. 8 und Bube oder Bube und As): 2 Punkte abziehen
- 3er-Lücke (z. B. 8 und Dame oder 2 und 6): 4 Punkte abziehen
- 4er-Lücke (oder größere Lücke): 5 Punkte abziehen